# Piscidia mollis
Piscidia mollis är en ärtväxtart som beskrevs av Joseph Nelson Rose. Piscidia mollis ingår i släktet Piscidia och familjen ärtväxter. Inga underarter finns listade i Catalogue of Life.